# Flüsse-Klasse
Die als Flüsse-Klasse bezeichnete Schiffsklasse war eine Baureihe von elf Nordatlantik-Schnelldampfern des Norddeutschen Lloyd (NDL). Sie stellte einen wichtigen Schritt in der Entwicklung der Reederei dar, da der NDL als eine der ersten Reedereien im Transatlantikdienst auf den Einsatz von Schnelldampfern setzte. Die Klasse bestand aus verschiedenen Schiffstypen, von denen neun Einheiten in Glasgow gebaut wurden, fünf von ihnen auf der Werft von John Elder & Co., vier weitere entstanden auf derselben Werft, die ab 1886 Fairfield Shipbuilding and Engineering Company hieß. Die beiden letztgebauten Schiffe, Spree und Havel, entstanden jedoch auf der deutschen Vulcan-Werft in Stettin.

## Aufbau der Klasse
1879 hatte der Guion-Line-Schnelldampfer Arizona die bis dahin schnellste Atlantiküberquerung mit einer Geschwindigkeit von nahezu 16 Knoten geschafft. Die Schiffe der HAPAG und des Norddeutschen Lloyd liefen zu dieser Zeit mit rund 13 Knoten. Im August 1881 bestellte der Direktor des NDL, Johann Georg Lohmann, bei John Elder & Company, der Glasgower Werft, die auch die Arizona gebaut hatte, ein ebenbürtiges Schiff, die Elbe. Obwohl die Guion Line inzwischen noch schnellere Schiffe bei Elder bestellt hatte, folgten nach dem Erfolg der Elbe rasch weitere Aufträge für die Werra und Fulda, zwei etwas größere Nachbauten, mit denen man ab 1883 wöchentliche Abfahrten anbieten konnte. Die Fulda konnte sich mit dem Titel schmücken, das zweite deutsche Schiff mit elektrischem Licht zu sein. Die Elbe und die Werra wurden alsbald nachgerüstet. Nachdem die Anzahl der Schiffe der Flüsse-Klasse mit den beiden nochmals größeren und schnelleren Schiffen Eider und Ems auf fünf erhöht worden war, konnte der NDL sogar den dichtesten Schnelldampferfahrplan über den Atlantik anbieten.
Mit einer Anleihe über 15 Millionen Mark im Jahr 1884 bestellte der Lloyd bei Elders Nachfolgewerft Fairfields die drei weltweit ersten mit den moderneren und leistungsfähigeren Dreifachexpansions-Dampfmaschinen ausgerüsteten Schnelldampfer. Diese ersten aus Stahl konstruierten und nochmals geringfügig größeren Schiffe des NDL, Aller, Trave und Saale, waren jetzt etwa 17,5 Knoten schnell und versetzten den Lloyd in die Lage zwei Abfahrten pro Woche anbieten zu können. Die schnellsten britischen Mitbewerber waren inzwischen zwar schon bei etwa 19 Knoten schnellen Schiffen angelangt. Zum Bau solch schneller Schiffe wollte sich der Lloyd aber nicht entschließen, zumal man schon beim Bau der letzten drei Schiffe die Anzahl der Zwischendeckspassagiere zugunsten der großen Maschinenanlage reduzieren musste. 1886 orderte Lohmann einen weiteren, aber einen Knoten schnelleren Nachbau der letzten Schiffe, die Lahn, mit der nun bis zu drei wöchentliche Abfahrten ermöglicht wurden. Da die Abmessungen der alten Bremerhavener Kaiserschleuse zu diesem Zeitpunkt keine größere Schiffe zuließen, hielt der Lloyd an dieser Schiffsgröße fest, obgleich die Konkurrenz inzwischen weit größere und schnellere Schiffe anbot.
Ab 1887 bestellte die HAPAG mit der Augusta Victoria den ersten Doppelschraubendampfer. Die Briten fuhren ab 1888 mit 10.000 Bruttoregistertonnen großen und 20 Knoten schnellen Doppelschraubendampfern, was die Schiffe der Flüsse-Klasse endgültig veraltet aussehen ließ. Im selben Jahr legte Hermann Henrich Meier den Vorsitz des NDL-Verwaltungsrates nieder, da er mit der Baupolitik von Lohmann nicht mehr einverstanden war. Trotz des Widerstands in der Unternehmensspitze orderte Lohmann 1889 vor dem Hintergrund der wirtschaftlich immer noch sehr erfolgreichen Schiffe weitere zwei 7.000 Bruttoregistertonnen große Einschraubenschiffe beim Stettiner Vulcan. Diese Spree und Havel getauften Schiffe sollten ebenfalls 20 Knoten erreichen, wobei der zusätzliche Raum der größeren Schiffe daher nahezu komplett von der nochmals voluminöseren Maschinenanlage benötigt wurde.

## Weiterer Einsatz und Verbleib
Der erste Schiffsabgang der Klasse war die Eider, die am 31. Januar 1892 im Nebel bei Atherfield an der Südküste der Isle of Wight auflief. Nach dem Ausbooten der Passagiere barg der Nordische Bergungs-Verein aus Hamburg das Schiff am 29. März. Er forderte dafür eine Million Mark Bergelohn, der NDL war jedoch aufgrund der starken Schäden des havarierten Schiffes nur zur Zahlung von 400.000 Mark bereit. Letztlich konnten sich beide Parteien nicht einigen und die Eider wurde am 10. Januar 1893 in Southampton für 116.000 Mark versteigert und danach in London verschrottet.
Die Elbe sank am 30. Januar 1895 nach einer Kollision mit dem britischen Dampfer Crathie. Dabei kamen 332 Menschen ums Leben.
Die Höhepunkte der Karriere der Fulda waren zwei Rettungen von Passagieren und Schiffsbesatzungen des gesunkenen Cunard-Line-Dampfers Oregon und des sinkenden Vollschiffs Luise M. Fuller im Jahr 1886. Ab 1891 befuhr sie die Route Genua–New York. Im Februar 1899 sollte sie nach einer Charter als spanischer Truppentransporter und vor der Übergabe an die Canadian Steamship Company (Beaver Line) im Dock von Birkenhead instand gesetzt werden. Dort brachen am 2. Februar aber Abstützungen im Dock, woraufhin die Fulda von den Pallungen rutschte und so schwer beschädigt wurde, dass sie verschrottet werden musste. Der Abbruch fand in Liverpool statt.
Die Werra lief zunächst auf der Strecke Bremerhaven–New York. Ab 1891 bis 1898 befuhr sie für den Lloyd die Route Genua–New York. 1899 sollte sie an die Canadian Steamship Company veräußert werden, was jedoch durch die Zahlungsunfähigkeit der Briten verhindert wurde. Stattdessen wurde sie dann bis zum Sommer 1899 als spanischer Truppentransporter verchartert und im September 1901 an eine Genueser Abwrackwerft verkauft.
Die Aller überlief am 15. Juni 1887 den britischen Fischkutter Willie, der mit sechs Mann unterging. Bis 1897 wurde das Schiff vom Lloyd auf der Route Bremerhaven–New York eingesetzt, danach wechselte es auf die Route Genua–New York. Am 27. Oktober 1898 rettete das Schiff die 23-köpfige Besatzung des im Atlantik sinkenden britischen Dampfers Dago. 1902 wurde die Aller in Genua verschrottet.
1899 sollte die Ems ebenso wie die Werra an die Canadian Steamship Company veräußert werden, was aber durch die Zahlungsunfähigkeit der Briten verhindert wurde. Am 20. August 1901 begann die ehemalige Ems ihre zweite Karriere als Lake Simcoe für die britische Reederei Elder Dempster. 1904 wurde sie aufgelegt und 1905 in Genua abgebrochen.
Das vorletzte Schiff der Flüsse-Klasse, die Spree, erlitt im November 1892 und erneut im Juli 1897 einen Bruch der Antriebswelle und musste jeweils abgeschleppt werden. Anfang 1898 lief sie ihre Bauwerft erneut an, um zum Zweischraubenschiff umgebaut zu werden. Das Schiff wurde dabei um 19,8 Meter verlängert und mit zusätzlichen Kesseln, einem weiteren Schornstein und zwei neuen Vierfachexpansions-Dampfmaschinen ausgerüstet. Bei den Probefahrten im Juni 1899 lief die frisch umgebaute Kaiserin Maria Theresia zweimal auf Grund und musste beide Male wieder freigeschleppt werden. Sie wurde so schwer beschädigt, dass sie mit geringer Geschwindigkeit zur Werft zurücklaufen und erneut instand gesetzt werden musste. Erst im März 1900 konnte das Schiff wieder eingesetzt werden. Vier Jahre darauf wurde sie nach Russland veräußert. Als Ural wurde das Schiff am 27. Mai 1905 in der Seeschlacht bei Tsushima von japanischen Kriegsschiffen versenkt.
1904 wurde der Dampfer Lahn über die Hamburger Makler Henning und Herlessen an Russland verkauft. Nach Umbauarbeiten in Bremerhaven und Libau diente er als Spähkreuzer Rus und kehrte 1907 zum Abbruch nach Hamburg zurück.
Der am längsten in Diensten des Lloyd verbliebene Dampfer der Klasse war die Trave. Am 13. Juni 1889 kollidierte das Schiff mit dem russischen Schoner David, der daraufhin sank. Drei Jahre darauf, am 21. Juni 1892, kollidierte die Trave mit dem Vollschiff Fred B. Taylor, das ebenfalls unterging. Dabei kamen zwei Besatzungsmitglieder des Seglers ums Leben. Die Trave wechselte 1901 auf die Strecke zwischen Genua und New York und wurde im Mai 1903 in Bremerhaven aufgelegt. Sie machte aber vom 11. März 1906 und November 1907 neun weitere Reisen zwischen Bremerhaven und New York. 1908 erfolgte der Verkauf zum Abbruch, die Verschrottung erfolgte im darauffolgenden Jahr.
Die Saale brannte am 30. Juni 1900 vor Hoboken aus. Dabei kamen 109 Menschen ums Leben. Nach der Bergung und Reparatur diente das Schiff in den USA noch bis zum Abbruch im Jahr 1924 als Frachtdampfer.
Das letztgebaute Schiff der Klasse, die Havel, versenkte am 18. Februar 1892 bei einer Kollision vor Long Island unter der Führung des Zwangslotsen Connor die italienische Bark Mascotta. Später war sie zunächst zum gleichen Umbau vorgesehen wie die Spree, diente aber ab 1898 nach einem Verkauf an Spanien als Hilfskreuzer Meteoro in der spanischen Marine. Danach wurde sie wieder zum Passagierschiff Alfonso XII zurückgebaut und diente bei der Reederei Cia. Trasatlantica. Mit ihrem Abbruch endete schließlich im Jahr 1926 die Geschichte der Flüsse-Klasse.

## Die Schiffe
| Die Nordatlantik-Schnelldampfer der Flüsse-Klasse | Die Nordatlantik-Schnelldampfer der Flüsse-Klasse | Die Nordatlantik-Schnelldampfer der Flüsse-Klasse | Die Nordatlantik-Schnelldampfer der Flüsse-Klasse | Die Nordatlantik-Schnelldampfer der Flüsse-Klasse | Die Nordatlantik-Schnelldampfer der Flüsse-Klasse | Die Nordatlantik-Schnelldampfer der Flüsse-Klasse | Die Nordatlantik-Schnelldampfer der Flüsse-Klasse                               |
| ------------------------------------------------- | ------------------------------------------------- | ------------------------------------------------- | ------------------------------------------------- | ------------------------------------------------- | ------------------------------------------------- | ------------------------------------------------- | ------------------------------------------------------------------------------- |
| Baujahr                                           | Name                                              | Länge                                             | Breite                                            | Vermessung                                        | Antrieb                                           | Bauwerft                                          | Verbleib                                                                        |
| 1881                                              | Elbe                                              | 127,46 m                                          | 13,72 m                                           | 4510 BRT                                          | 4-Zyl.-Verbunddampfmaschine                       | John Elder & Co. Ltd., Glasgow                    | 1895 nach Kollision im Ärmelkanal gesunken (332 Tote)                           |
| 1882                                              | Werra                                             | 131,06 m                                          | 14,02 m                                           | 4815 BRT                                          | 4-Zyl.-Verbunddampfmaschine                       | John Elder & Co. Ltd., Glasgow                    | 1901 zum Abbruch verkauft                                                       |
| 1883                                              | Fulda                                             | 131,06 m                                          | 14,02 m                                           | 4814 BRT                                          | 4-Zyl.-Verbunddampfmaschine                       | John Elder & Co. Ltd., Glasgow                    | 1899 nach schwerer Beschädigung zum Abbruch verkauft                            |
| 1884                                              | Eider                                             | 131,00 m                                          | 14,35 m                                           | 5129 BRT                                          | 6-Zyl.-Verbunddampfmaschine                       | John Elder & Co. Ltd., Glasgow                    | 1892 vor der Isle of Wight gestrandet                                           |
| 1884                                              | Ems                                               | 131,00 m                                          | 14,35 m                                           | 5129 BRT                                          | 6-Zyl.-Verbunddampfmaschine                       | John Elder & Co. Ltd., Glasgow                    | 1901 verkauft                                                                   |
| 1886                                              | Aller                                             | 133,58 m                                          | 14,67 m                                           | 4964 BRT                                          | 6-Zyl.-3-fach-Exp.-Dampfmaschine                  | Fairfield SB & Eng. Co. Ltd., Glasgow             | 1904 abgewrackt                                                                 |
| 1886                                              | Saale                                             | 133,60 m                                          | 14,68 m                                           | 4967 BRT                                          | 6-Zyl.-3-fach-Exp.-Dampfmaschine                  | Fairfield SB & Eng. Co. Ltd., Glasgow             | 1900 in Hoboken ausgebrannt, 1901 verkauft, Frachter                            |
| 1886                                              | Trave                                             | 133,58 m                                          | 14,67 m                                           | 4996 BRT                                          | 6-Zyl.-3-fach-Exp.-Dampfmaschine                  | Fairfield SB & Eng. Co. Ltd., Glasgow             | 1908 zum Abbruch verkauft                                                       |
| 1887                                              | Lahn                                              | 133,60 m                                          | 14,74 m                                           | 5097 BRT                                          | 6-Zyl.-3-fach-Exp.-Dampfmaschine                  | Fairfield SB & Eng. Co. Ltd., Glasgow             | 1904 verkauft                                                                   |
| 1890 (1899)                                       | Spree 1899 Kaiserin Maria Theresia                | 140,83 m 160,33 m                                 | 15,11 m 15,86 m                                   | 6963 BRT 8276 BRT                                 | 10-Zyl.-3-fach-Exp.-Dampfmaschine                 | AG Vulcan, Stettin                                | 1899 Umbau zum Zweischraubendampfer, 1904 als Hilfskreuzer an Russland verkauft |
| 1891                                              | Havel                                             | 140,83 m                                          | 15,86 m                                           | 6963 BRT                                          | 10-Zyl.-3-fach-Exp.-Dampfmaschine                 | AG Vulcan, Stettin                                | 1898 als Hilfskreuzer an Spanien verkauft                                       |